# Фофана, Адама (футболист, 1989)
Адама Фофана (родился 20 декабря 1989 в Буаке) — футболист из Кот-д’Ивуара.

## Биография
Фофана дебютировал в профессиональном футболе в сезоне 2007/08. В сезоне 2008/09 он играл на правах аренды за «Комо», где провёл 18 игр, забил 7 голов и отдал 4 результативные передачи. В следующем сезоне был сдан в аренду «Изола Лири» из Серии D. В январе 2010 года Фофана снова играл за «Брешиа», а оставшуюся часть года провёл в «Этникос Пирей». В 2011 году он был арендован литовским грандом, «Экранас», за который провёл 23 матча и забил пять голов, чем помог клубу оформить «золотой дубль».
В июне 2014 года Фофана присоединился к «Интернационале» на правах свободного агента. В июле он отправился в аренду в «Прато».
Фофана является скоростным и универсальным нападающим, который также может играть на фланге благодаря агрессивным диагональным передачам и быстрым прострелам.